# Francesc Artiga Sardà
Francesc Artiga Sardà (Reus, 1871 - 1944) fou un empresari reusenc fundador d'una de les primeres i principals granges avícoles de Reus, ciutat que va arribar a ser el principal centre espanyol d'aquesta activitat.
Fill de pagès i pagès ell mateix, a l'edat militar fou enviat a València on un capità amic seu el va aconsellar desertar per no haver d'anar a Cuba. Va fugir a Perpinyà i va treballar en una fonda. El 1895 va emigrar a l'Argentina on va treballar en un restaurant i aviat va muntar el seu propi establiment anomenat "El Progreso". Es va casar amb una reusenca que vivia a l'Argentina amb la que va tenir set fills (la cinquena fou Cèlia Artiga Esplugues). El 1920 va bescanviar el restaurant per una tenda de queviures que va anomenar "La Palma". El 1924 el matrimoni va retornar a Reus i va comprar una masia als afores, on actualment hi ha l'avinguda dels Països Catalans i el barri del Velòdrom, on van fundar la Granja Artiga que amb el boom de l'avicultura, va ser de les principals, i que ocupava bona part del que avui dia és l'Avinguda dels Països Catalans. La ciutat de Reus li ha dedicat un carrer